# Меджлис (Иран)
Меджлис (на персийски: مجلس) или още Ислямско консултативно събрание (на персийски: مجلس شورای اسلامی) е законодателен орган на Ислямска република Иран, еднокамарен парламент с 290 мандата, избирани за срок от 4 години.

## История

### Преди революцията
Преди иранската революция Меджлис е и името на долната камара на иранския парламент в периода 1906 – 1979 г., горната камара е сенат.
Създаден е от иранската конституция от 1906 г. и първото събрание е свикано на 7 октомври 1906 г. По време на управлението на шах Мохамед Реза Пахлави бързо придобива власт. Важните закони, приети от парламента по време на династията Пахлави, са национализацията на петрола (15 март 1951 г.) и закона за защита на семейството (1967 г.), който дава на жените много основни права, като упражняването на родителски права в случаите на развод.
Жените, които не са допускани да гласуват или да бъдат избирани в парламента до 1963 г., получават тези права като част от реформите на „Бялата революция“ на шаха. В 21-вия меджлис, открит на 6 октомври 1963 г., за първи път има жени депутати.
Последната сесия на парламента преди революцията се провежда на 7 февруари 1979 г.

### Ислямска република Иран
След революцията от 1979 г. сенатът на Иран е разформирован и е заменен със Съвета на настойниците, като по този начин иранският законодателен орган остава двукамарен. При промяната на конституцията от 1989 г. Националното консултативно събрание става Ислямско консултативно събрание.
Парламентът на Иран има шест председатели след иранската революция. Али Акбар Хашеми Рафсанджани е първият председател от 1980 до 1989 г. След него на поста са Мехди Каруби (1989 – 1992 г.), Али Акбар Натек Нури (1992 – 2000 г.), Мехди Каруби (2000 – 2004 г.), Голам-Али Хадад Адел (2004 – 2008 г.) и Али Лариджани от 2008 г. насам.

## Представители
Меджлисът се състои от 290 членове, избирани от народа за срок от четири години. Четиринадесет от тях представляват немюсюлманските религиозни малцинства (4,8%). Около 8% от парламента са жени, докато средно в световен мащаб те са 13%. Парламентът може да уволнява министри чрез вот на недоверие и да отстрани президента за неправомерно поведение. Въпреки че изпълнителната власт предлага повечето нови закони, отделни депутати от парламента също могат да предлагат закони. Депутатите също могат да предлагат изменения за обсъждане. Парламентът също така изготвя законодателство, ратифицира международни договори и одобрява националния бюджет.

## Сграда
След 1979 г. парламентът заседава в сградата, която в миналото се използва от сената на Иран. В близост до сградата на стария ирански парламент, използвана от 1906 г. до 1979 г., се построява нова сграда на площад Бахарестан в центъра на Техеран. Преместването на парламента е съпроводено с дебати и окончателно се утвърждава през 2004 г. Първото заседание на меджлиса в новата сграда се провежда на 16 ноември 2004 г.
Старата сграда е изобразена върху обратната страна на иранската банкнота от 100 риала.
- Първата сграда 
(използвана: 1906 – 1979 г.)
- Втората сграда 
(използвана: 1980 – 2004 г.)
- Третата сграда 
(използвана: от 2004 г.)